# Canelo Álvarez
Santos Saúl Álvarez Barragán (født 18. juli, 1990 i Guadalajara, Jalisco i Mexico) bedst kendt som Saúl "Canelo" Álvarez er en mexicansk professionel bokser. Han er 3-gange verdensmester i to vægtklasser og har haft Ring Magazine mellemvægttitlerne siden 2015. Tidligere har han været 2-gange letmellemvægtverdensmester, som indehaver af WBA, WBC og The Ring-titlerne mellem 2011 og 2013 og WBO-titlen fra 2016 til 2017. I mellemvægt havde han også WBC-titlen mellem 2015 og 2017.
Han har vundet over store navne som Miguel Vázquez, Alfonso Gómez, Shane Mosley, Austin Trout, Alfredo Angulo, Erislandy Lara, James Kirkland, Miguel Cotto, Amir Khan, Liam Smith og Julio César Chávez Jr.. Han har kun tabt til Floyd Mayweather Jr. og boksede uafgjort mod Gennady Golovkin den 16. september 2017.